# SMILE (satellite)
Solar wind Magnetosphere Ionosphere Link Explorer (SMILE) è una missione spaziale sviluppata assieme dall'Agenzia Spaziale Europea (ESA) e dall'Accademia cinese delle scienze (CAS). Per la prima volta SMILE otterrà immagini della magnetosfera terrestre in raggi X "molli" (di basse energie) e nell'ultravioletto (UV) in continuazione per 40 ore per orbita e così migliorerà le nostre conoscenze dell'interazione dinamica tra il vento solare e la magnetosfera. Questa combinazione permetterà di fare significativi passi avanti nel campo della meteorologia spaziale.
Al 2023 il lancio di SMILE nello spazio, dopo alcuni slittamenti,, è previsto per il 2025.

## Obiettivi scientifici
I maggiori obiettivi scientifici della missione SMILE sono:
- Studiare in maniera globale la risposta dinamica della magnetosfera terrestre sotto l’impatto del vento solare
- Investigare la catena di eventi che caratterizzano l’interazione tra il Sole e la Terra, e in particolare lo sviluppo delle tempeste magnetiche (fenomeni di grande attività nella magnetosfera attivati dal vento solare)
- Studiare il legame tra le tempeste magnetiche e le espulsioni di massa coronale

## Descrizione della missione
La missione osserverà l’interazione del vento solare con la magnetosfera terrestre con i suoi telescopi a raggi X (SXI, o Soft X-ray Imager) e UV (UVI, o UV Imager), che assieme e contemporaneamente otterranno immagini e video della magnetosfera nella zona diurna (dove il vento solare incontra la magnetosfera), delle cuspidi magnetosferiche polari (una regione in entrambi gli emisferi terrestri dove le particelle del vento solare hanno accesso diretto nella ionosfera terrestre) e dell’impronta ovale dell’aurora (la regione attorno entrambi i poli geomagnetici dove le aurore appaiono spesso). Allo stesso tempo SMILE raccoglierà dati sul plasma (gas ionizzato) in situ (nel luogo dove il satellite si trova) con altri due dei suoi strumenti – un analizzatore di ioni (LIA) e un magnetometro (MAG). Questi strumenti misureranno la densità, temperatura, velocità e distribuzione in energia degli ioni nel vento solare, nella magnetosheath (la guaina che circonda la magnetosfera) e nella magnetosfera stessa, rivelando allo stesso tempo cambiamenti nel campo magnetico DC locale. 
SMILE deve raggiungere un’altitudine sufficientemente alta per poter osservare l’orlo della magnetosfera terrestre volto verso il Sole, e allo stesso tempo ottenere una buona risoluzione spaziale dell’ovale dell’aurora al completo. L’orbita che è stata scelta è quindi molto ellittica e molto inclinata ({\displaystyle 70^{\circ }} o {\displaystyle 98^{\circ }} a seconda del lanciatore scelto) e porta SMILE fino ad un terzo della distanza tra la Terra e la Luna all’apogeo (un’altitudine di 121182 km, che corrisponde a 19 raggi terrestri, o 19 RE). Questo tipo di orbita permetterà a SMILE di passare la maggior parte del suo tempo (circa 80%, equivalente a 9 mesi per anno) ad un’altitudine elevata, dove il satellite per la prima volta potrà fare osservazioni in continuazione per più di 40 ore. Quest’orbita limita anche il tempo speso nelle fasce Van Allen di alta radiazione, pericolose per il satellite e la sua strumentazione. SMILE sarà posto in un’orbita terrestre bassa da un razzo Vega C o Ariane 62, lanciato da Kourou nella Guiana Francese; il suo sistema di propulsione porterà il satellite fino alla sua orbita nominale con un’altitudine di perigeo di circa 5000 km. Il centro di controllo della missione sarà operato dall’Accademia delle Scienze cinese (CAS), ed ESA e CAS guideranno assieme il centro di operazioni scientifiche della missione.

## Caratteristiche tecniche del satellite
Al lancio SMILE avrà una massa totale di 2200 kg, e di 679 kg senza propellente. Il satellite comprende due moduli:
- Il carico utile (PLM, per PayLoad Module)
- Il sistema di propulsione che, in combinazione con il modulo di servizio, è chiamato piattaforma.

### Piattaforma
Il sistema di propulsione fornito da CAS include quattro contenitori sferici che alimentano un propulsore principale con 490 N di potenza, e diversi motori per il controllo di assetto. Il satellite è stabilizzato su tre assi. Due schiere di pannelli solari con una superficie di 5,8 m2 alimentano il satellite di energia elettrica producendo 850 W. Il modulo di propulsione ha una massa di 547 kg senza propellente e può contenere fino a 600 kg di propellente. Sulla piattaforma sono montati anche i due rivelatori dell’analizzatore di ioni LIA.

### Modulo di carico utile
Sul modulo di carico utile sono montati i due telescopi (raggi X e UV) e il magnetometro per una massa di circa 66 kg. Su questo modulo è montato anche il sistema di comunicazione a banda X che trasmetterà a terra i dati raccolti. Questo modulo, procurato dall’ESA, sarà costruito da Airbus.

#### Telescopio a raggi X (SXI)
Soft X-ray Imager, o SXI, è un telescopio a vasto campo di vista ({\displaystyle 26,5^{\circ }} x {\displaystyle 15,5^{\circ }}), del tipo ‘lobster eye’ (occhio di aragosta), che usa due larghi rivelatori CCD al fine di ottenere immagini nella banda dei raggi X di energia tra 0,2 e 2,5 keV; questi raggi X di bassa energia sono prodotti nel processo di scambio di carica (charge exchange) quando il vento solare incontra l’esosfera terrestre. Le immagini di SXI produrranno mappe della posizione, forma e moto dei confini della magnetosfera terrestre, come lo shock frontale, la magnetopausa e le cuspidi. L’Università di Leicester, nel Regno Unito, è responsabile per la produzione e la calibrazione del telescopio, in collaborazione con diversi altri istituti europei. I rivelatori CCD sono fabbricati dalla società Teledyne e2v, nel Regno Unito, e sono procurati dall’ESA. La massa totale di SXI è 36 kg.

#### Telescopio UV (UVI)
UV Imager, o UVI, è un telescopio a quattro specchi che dirigono i raggi UV su un rivelatore CMOS dove si formano immagini (con un campo di vista di {\displaystyle 10^{\circ }} x {\displaystyle 10^{\circ }}) della regione dell’aurora boreale; queste immagini, prese nella banda 160-180 nm alla cadenza di un minuto, permettono di studiare il legame tra i processi che occorrono ai confini della magnetosfera (osservati da SXI) e quelli che agiscono sulle particelle cariche che precipitano nella ionosfera. UVI è fornito da una collaborazione tra l’Università di Calgary (Canada), CAS, l’Istituto di Ricerche Polari cinese e il Centro Spaziale di Liege, in Belgio. UVI ha una massa di circa 18 kg.

#### Analizzatore di ioni (LIA)
Light Ion Analyser, o LIA, è formato da due analizzatori elettrostatici di tipo ‘top hat’, montati su parti opposte della piattaforma, che permettono la rivelazione di protoni e particelle alfa di energie tra 50 eV e 20 keV con una risoluzione temporale fino a 0,5 sec. LIA determinerà le proprietà e il comportamento degli ioni nel vento solare e nella magnetosheath (regione che circonda la magnetosfera) in situazioni di variabilità, misurando in tre dimensioni la densità, temperatura e distribuzione in velocità degli ioni. LIA è il risultato della collaborazione tra il Centro Nazionale per la Scienza Spaziale (CAS, Pechino), il Laboratorio Mullard per la Scienza Spaziale dell'University College di Londra e il Laboratorio di Fisica del Plasma/CNRS/Ecole Polytechnique, Parigi, Francia.

#### Magnetometro (MAG)
MAG sarà usato per determinare l’orientamento e l’ampiezza del campo magnetico nel vento solare e nella magnetosheath, e per rivelare shocks o discontinuità nel vento solare che attraversano SMILE. MAG è formato da due sensori, operanti su tre assi, montati su un braccio articolato lungo 3 m e separati da 80 cm. L’elettronica associata coi rivelatori è montata sul corpo principale di SMILE. Questa configurazione fa sì che MAG funzioni come un gradiometro e possa determinare il campo magnetico generato dallo stesso satellite; in questo modo il campo magnetico di fondo può essere calcolato con precisione e può essere sottratto da ogni misura. MAG determinerà le tre componenti del campo magnetico nell’intervallo +/- 12,800 nT. MAG è frutto della collaborazione tra il Centro Nazionale per la Scienza Spaziale (CAS, Pechino) e l’Istituto per la Ricerca Spaziale dell’Accademia delle Scienze austriaca, Graz. La massa di MAG è 8,7 kg.

## Gruppi di lavoro
Diversi Gruppi di lavoro sono stati creati al fine di aiutare la preparazione della missione SMILE

### Scienza in situ (nel luogo dove si trova il satellite)
Questo Gruppo è stato istituito al fine di ottimizzare l’uso dei due strumenti in situ, allo scopo di raggiungere gli obbiettivi scientifici di SMILE e aumentarne il valore. Più precisamente, l’attività del Gruppo si concentra sul lavoro di ottimizzazione del disegno, le operazioni, il programma di calibrazioni degli strumenti in situ e le opportunità di misure congiunte con altre missioni spaziali in volo allo stesso tempo di SMILE.

### Modelli della magnetosfera
Diversi sono gli obbiettivi di questo gruppo di lavoro:
1. Paragonare diversi modelli MHD, i requisiti e gli obbiettivi scientifici del telescopio SXI
  - Unificare il metodo di calcolo della radiazione X (usando lo stesso modello della densità di particelle neutre, lo stesso rumore di fondo, ecc.)
  - Stabilire le differenze tra modello e modello nei segnali di radiazione X generati dal processo di scambio di carica, e nelle posizioni dello shock frontale, della magnetopausa, e delle cuspidi
  - Valutare la gamma di ampiezze del segnale di raggi X usando modelli MHD
  - Valutare la gamma di distanze dalla Terra dei confini della magnetosfera sul fronte diurno a seconda del flusso di vento solare
  - Stabilire i requisiti e gli obbiettivi scientifici delle immagini prodotte da SXI (per esempio, che flusso di vento solare è necessario per determinare la posizione della magnetopausa entro 0.5 RE in 5 min, o 0.2 RE in 1 min?)
2. Identificare con le immagini SXI i confini della magnetosfera
  - Selezionare i risultati di una particolare simulazione per fare tests di diverse tecniche di identificazione dei confini della magnetosfera (A. Jorgensen e T. Sun, M. Collier e H. Connor) usando le caratteristiche di SXI (orbita, campo di vista, fondo, rumore, ecc.)
  - Sviluppare e confermare la validità di nuovi metodi per derivare i confini del plasma da immagini in raggi X
  - Preparare programmi di software per l’analisi dei dati SXI
3. Altri progetti scientifici
  - Studiare se altri deboli segnali, come getti ad alta velocità nella magnetosheath, sono visibili in raggi X di basse energie
  - Studiare il legame tra magnetosfera e ionosfera usando immagini in raggi X e immagini dell’aurora

### Sinergie di SMILE con scienza prodotta a terra e da altri satelliti
Questo Gruppo di lavoro coordina il sostenimento della missione SMILE da parte della comunità che si occupa della fisica delle interazioni Sole-Terra. L’obbiettivo è di massimizzare l’uso dei dati SMILE, e quindi massimizzare il ritorno scientifico della missione. Il Gruppo organizzerà il coordinamento di future campagne di osservazioni con altre strutture sperimentali, nello spazio e sulla Terra, per esempio usando modi ad alta risoluzione del Super Dual Auroral Radar Network, o il sistema radar EISCAT 3D, e correlando i dati SMILE con quelli di altri satelliti operanti allo stesso tempo. Questo Gruppo sta anche sviluppando strumenti software per visualizzare e combinare dati SMILE con quelli di altri esperimenti.

### Comunicazione della scienza al pubblico
L’obbiettivo di questo Gruppo è quello di promuovere l’interesse scientifico nel pubblico in generale, e incoraggiare l’entrata in carriere scientifiche attraverso l’ottica di SMILE. I membri di questo Gruppo danno presentazioni e organizzano incontri col pubblico e con scolaresche per illustrare la scienza che SMILE produrrà e l’impatto che provocherà sulle nostre conoscenze delle relazioni Sole-Terra. Particolare attenzione è diretta verso le scuole di istruzione primaria e secondaria, specialmente in zone di ridotte condizioni socio-economiche. SMILE è offerto come un esempio pratico dello sviluppo ed evoluzione dei progetti spaziali, e gli scolari sono invitati a seguire il suo progresso fino al lancio e oltre. Un altro obbiettivo del Gruppo è promuovere la cooperazione internazionale, il che viene naturale dato il largo numero di nazioni coinvolte in SMILE, che coprono fusi orari sparsi su tutto il pianeta.

## Dettagli storici
Dopo il successo scientifico della missione cino-europea Double Star, ESA e CAS decisero di selezionare, disegnare, costruire, lanciare e sfruttare i dati di una missione spaziale per la prima volta congiuntamente dall’inizio all fine. Dopo un paio di iniziali conferenze di lavoro, una richiesta per proposte di missioni fu annunciata nel gennaio 2015. Dopo una valutazione congiunta delle 13 proposte ricevute, SMILE fu scelto come il miglior candidato. La missione SMILE fu proposta da un consorzio di istituti guidato congiuntamente dall’University College London e dal Centro Nazionale per la Scienza Spaziale (CAS, Pechino). Tra giugno e novembre 2015 furono condotti studi di fattibilità e la realizzazione della missione fu approvata dal comitato per il programma scientifico dell’ESA in novembre 2015. Una richiesta di informazione per la fornitura del modulo di carico utile fu annunciata dall’ESA in dicembre 2015, con lo scopo di raccogliere dati da possibili fornitori al fine di valutare i rischi e di preparare la gara d’appalto, pubblicata nel 2016. La revisione dei requisiti della missione fu completata in ottobre 2018, e in marzo 2019 il comitato per il programma scientifico dell’ESA approvo’ formalmente l’adozione di SMILE entro il programma Cosmic Vision. SMILE completo' con successo la critica revisione del disegno del satellite e della missione in giugno 2023 in Shanghai.